# Wallichia oblongifolia
A Wallichia oblongifolia az egyszikűek (Liliopsida) osztályának pálmavirágúak (Arecales) rendjébe, ezen belül a pálmafélék (Arecaceae) családjába tartozó faj.

## Előfordulása
A Wallichia oblongifolia eredeti előfordulási területe Ázsia, azaz a Himalája környéke Indiában, Nepálban és Mianmarban.

## Megjelenése
A törzse eléggé alacsony, azonban a csomókba növő levelei elérhetik a 2-3 méteres hosszúságot is. A levelek mélyen szárnyaltak és felegyenesedők, bár az idősebb példányok esetében lehajlók is lehetnek. A számos virága, lelógó virágzatba tömörül.

## Életmódja
Egylaki növény, azaz a két különböző ivarú virág egy példányon található meg, de nem ugyanabban az időben. Emiatt a megporzáshoz több növényre is szükség van; olyanokra melyek különböző nemű virágokat hoznak. A nedves, trópusi hegyoldalakat kedveli, ahol akár 1400 méteres tengerszint feletti magasságba is felhatol.

## Képek

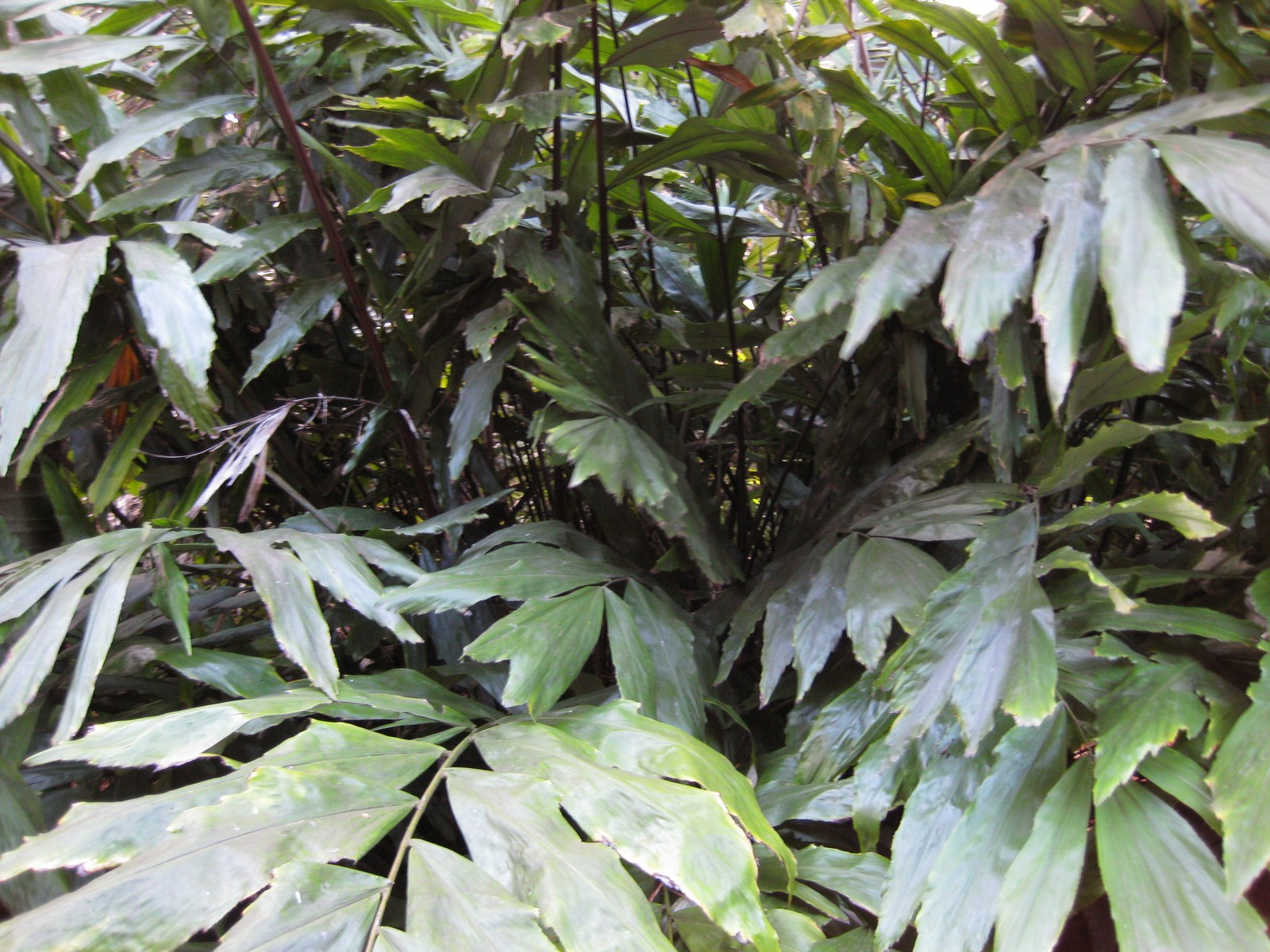
Levelei
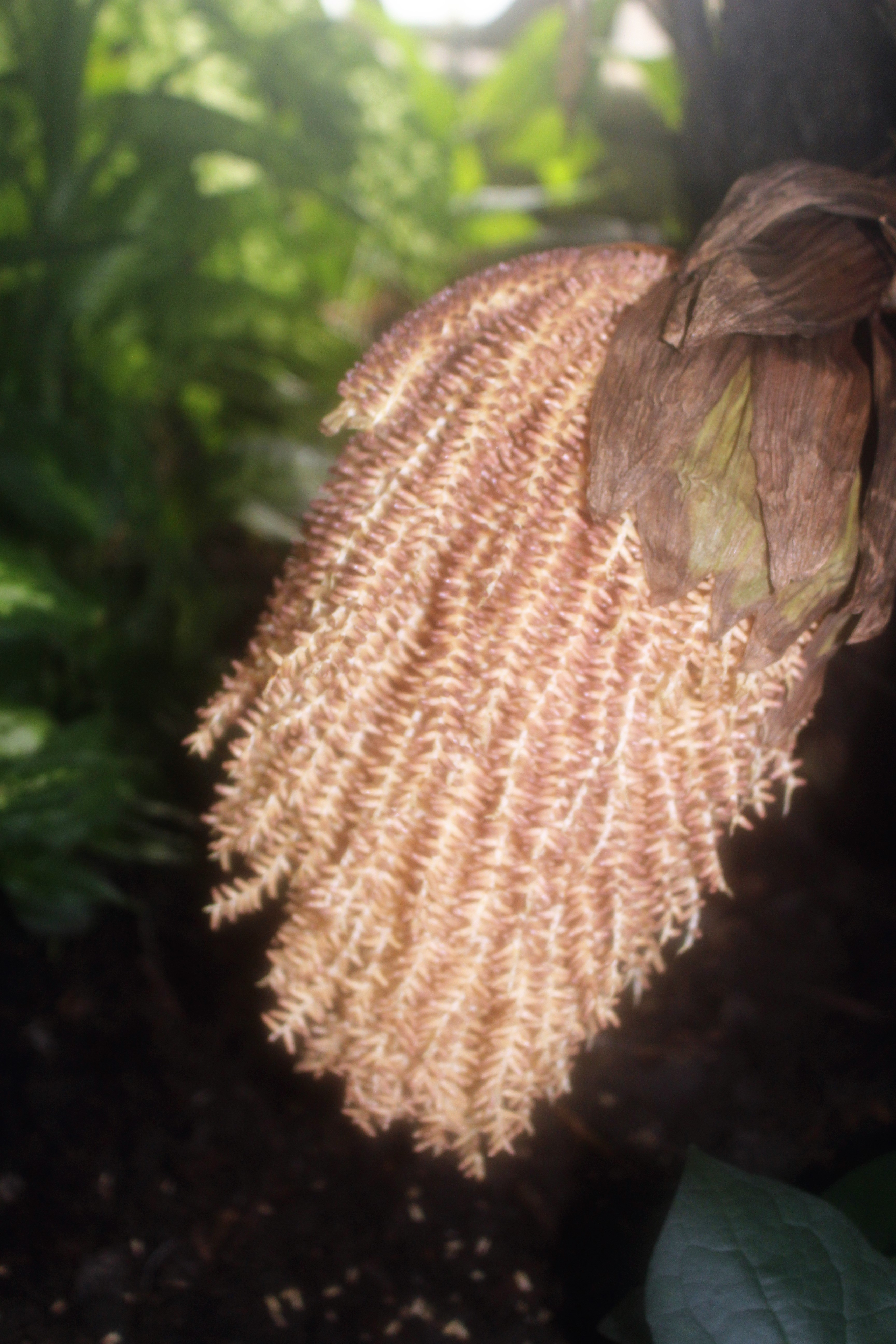
Virágzatai
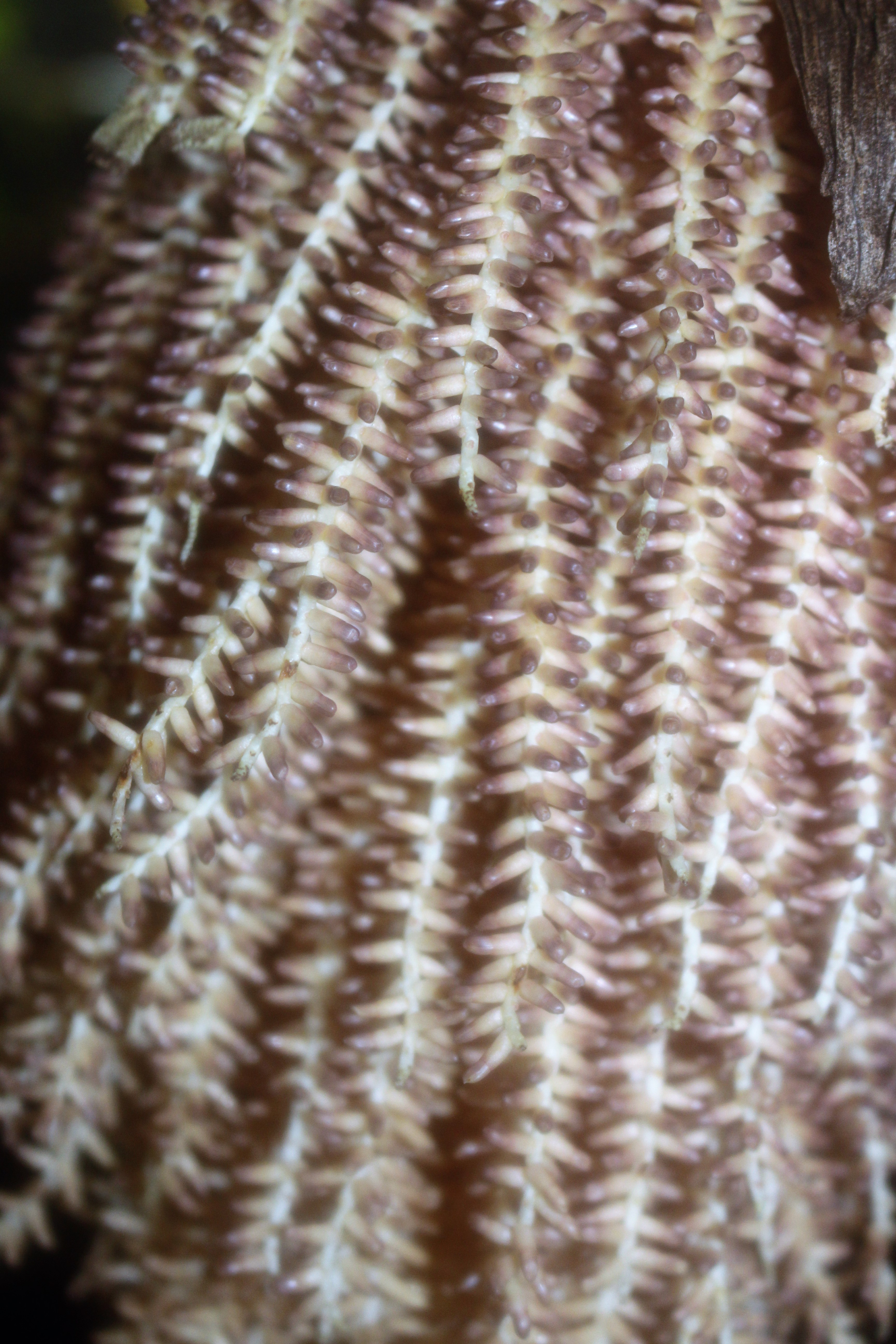
közelről